# Feuerwehrfahrzeuge in Polen
Da Polen über eine eigene leistungsfähige Feuerwehrfahrzeugindustrie verfügt, werden die meisten Feuerwehrfahrzeuge in Polen von den polnischen Herstellern Star und Jelcz produziert. Der Beitritt zur Europäischen Union öffnete aber auch den Markt für die westeuropäischen Fahrzeug- und Aufbauherstellern.

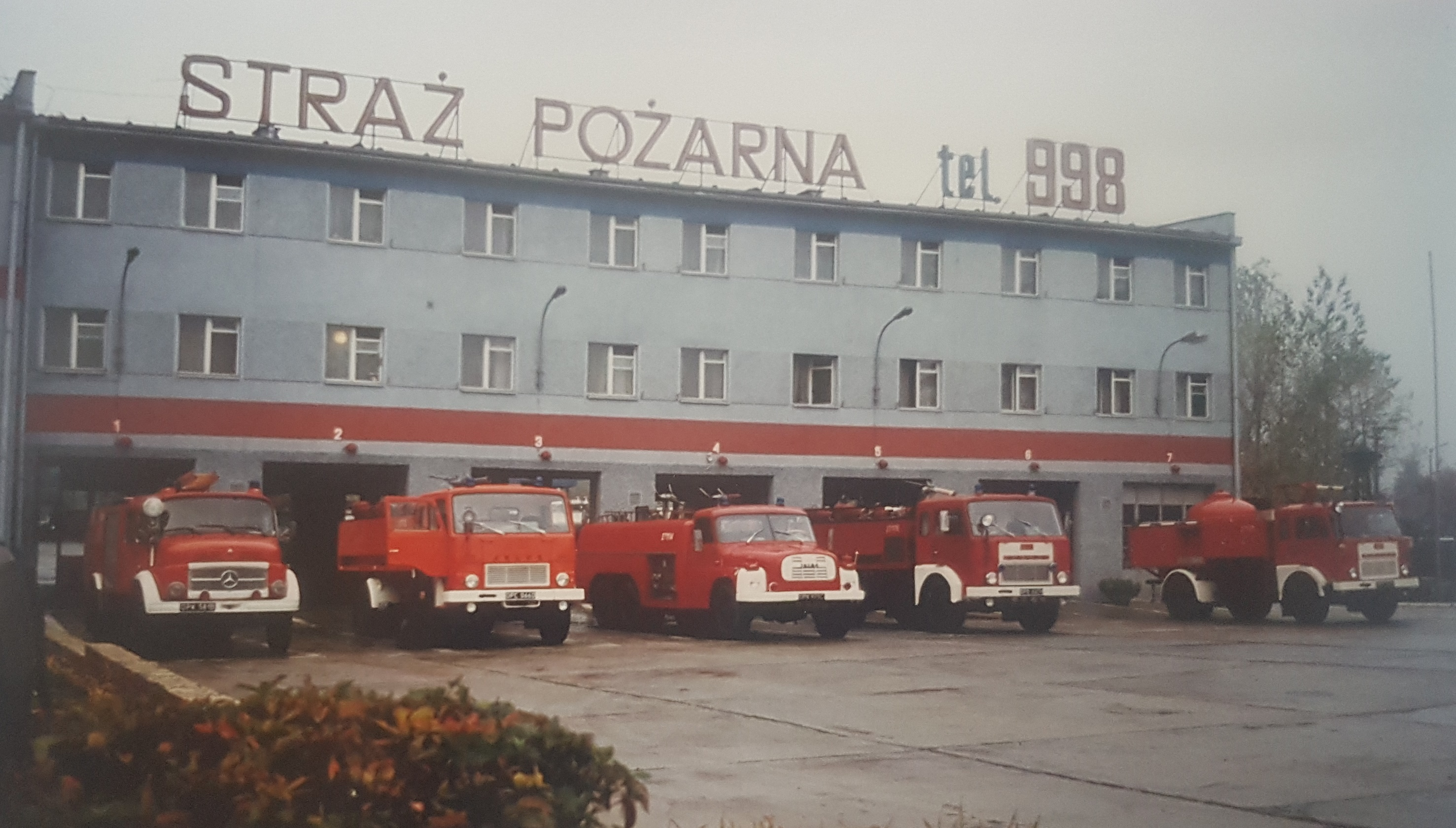
Feuerwehrfahrzeuge vor der Feuerwache der BF Opole im Oktober 1987

## Allgemeines
Auffallend hinsichtlich der polnischen Fahrzeugtechnik sind die zum Teil schweren Einsatzfahrzeuge, die in zahlreichen Städten und Gemeinden, aber auch generell im Bereich einer Woiwodschaft (oberste Verwaltungsdirektion) vorgehalten werden. Bei diesen Fahrzeugen handelt es sich zumeist um Bergekräne, Abschlepp- und Bergefahrzeuge, Lastkraftwagen, schwere geländegängige Gerätefahrzeuge oder Sattelschlepper als Löschwasser-Zubringer. Anders als in Deutschland können die Standard-Löschfahrzeuge große Mengen an Wasser mit sich führen. In der Regel liegt das mitgeführte Löschwasser zwischen zwei- und achttausend Litern. Die Kennzeichnung der neuen polnischen Feuerwehrfahrzeuge erfolgt seit 2000 nach der Norm „PN-EN 1846-1:2000“ (Stand 2011), aber auch die alte Norm „PN-79 M-51300“ wird in der Praxis für die alten Fahrzeuge weiter verwendet.

## Kennzeichnung
Die Identifizierung der Feuerwehrfahrzeuge ist über eine Buchstaben-/Zahlenkombination möglich. Neben den grundsätzlichen Zuordnungen und Gewichtsklassen sind den wesentlichen Löschmitteln und Ausrüstungen Zahlenfolgen zugeordnet. Darüber hinaus sind an allen Fahrzeugen noch die Kennnummer der Feuerwache und der jeweilige Verwaltungsbezirk erkennbar.
z. B.  421 O 22
- 421 = Feuerwache 421 (Kędzierzyn-Koźle)
- O = Opole
- 22 = Mittleres Tanklöschfahrzeug

## Kategorisierung von Löschfahrzeugen

### Verwendungszweck
- Kategorie 1 = Löschfahrzeuge (gaśnicze = G)
- Kategorie 2 = Spezialfahrzeuge (specjalistyczne = S)
- Kategorie 3 = Rettungsfahrzeuge (ratownicze = R)

### Gewichtsklassen
- Klasse 1 = Leichte Fahrzeuge bis zu 7.500 kg
- Klasse 2 = Mittlere Fahrzeuge von über 7.500 kg bis zu 14.000 kg
- Klasse 3 = Schwere Fahrzeuge von über 14.000 kg

### Abkürzungen feuerwehrtechnischer Ausrüstung und Löschmittel
- A = Autopumpe (fest eingebaute Löschwasserpumpe)
- AW = Hochdruck-Wasseraggregat (Leistung in l/min in bar)
- B = Löschwassertank (mit Mengenangabe je 1000 Liter)
- bud = Technische Rettung/Bergung-Bau (polnisch: budowlany)
- ch = Umweltschutz (polnisch: chemiczny)
- D = Leiterpark/Drehleiter (Längenangabe in Meter)
- d = Straßenrettung/Bergung-Straße (polnisch: drogowy)
- DI = Einsatzleitung (polnisch: dowódczo-łącznościowy)
- Dz = Kran (Hubkraft in Tonnen)
- H = Hebebühne/Leiterbühne (Höhenangabe in Meter)
- Kn = Wechselladerfahrzeug (polnisch: Kontener)
- Kw = Versorgungsfahrzeug (polnisch: Kwatermistrzowski)
- M = Motorpumpe (im Fahrzeug mitgeführte Tragkraftspritze)
- On = Beleuchtungsfahrzeug (polnisch: Oświetleniowy) (Leistung in kW)
- Op = Dienstwagen (polnisch: Operacyjny)
- p = Search and Rescue (polnisch: poszukiwawczy)
- Pgaz = Atemschutz (polnisch: Przeciw-gazowy)
- Pr = Pulverlöschmittel (Mengenangabe in Kilogramm)
- r = Erkundung (polnisch: rozpoznawczy)
- Sn = CO2-Löschmittel (Mengenangabe in Kilogramm)
- t = Technische Hilfeleistung (polnisch: techniczny)
- W = Schlauchmaterial (Längenangabe in Meter)
- w = Wasserrettung (polnisch: wodny)
- wys = Höhenrettung (polnisch: wysokościowy)